# (4152) Weber
(4152) Weber (1985 JF) – planetoida z grupy pasa głównego asteroid okrążająca Słońce w ciągu 5,68 lat w średniej odległości 3,18 j.a. Odkryta 15 maja 1985 roku.